# VPC (企業)
株式会社VPC（ヴイピーシー、英: VPC Inc.）は、デザインを中心としたクリエイティブ業務からEC運営や顧客窓口サポートをはじめとするバックオフィス業務を主な事業とした日本の企業。メモリーテック・ホールディングス株式会社の完全子会社。

## 沿革

### ポニーキャニオンプランニング
- 1971年4月1日 - 株式会社ニッポン放送、株式会社ポニー、株式会社キャニオンレコードの3社により「株式会社ニッポン・プランニングセンター」として設立[1]。
- 1986年 - フジサンケイグループCIにおけるロゴタイプ（統一書体）とコーポレートマーク（統一シンボルマーク）の策定と監修を担当[1][2]。
- 1988年 - 産経新聞の紙面カラー化に伴うデザイン監修を担当。
- 2010年 - WEBサイト制作事業を開始[2]。
- 2015年
  - 10月 - Netflixのクリエイティブ・エージェンシー（NPCA）として認定[2]。
  - 12月 - 劇場映画のWEBプロモーション事業を開始[2]。
- 2019年4月 - 株式会社ポニーキャニオンよりコンサート物販受託事業が異動し、新たな事業として開始[3]。
- 2020年8月 - 商号を「株式会社ポニーキャニオンプランニング」に変更[1]。
- 2022年7月 - 株式会社ポニーキャニオンからの株式譲渡に伴い、メモリーテックホールディングスグループ傘下に加入[4]。

### バリュープラス
- 2007年
  - 4月1日 - メモリーテック株式会社マーケティングサポート課により「株式会社バリュープラス」が設立。
  - 6月 - 情報セキュリティ国際規格「ISO27001」の認証を取得。
- 2015年6月 - 一般社団法人日本コールセンター協会入会。
- 2018年4月 - 一般社団法人IT検証産業協会入会。
- 2020年4月 - グループ会社である株式会社エム・エム・ピーを吸収合併[5]。

### 合併後
- 2025年1月1日 - ポニーキャニオンプランニングがバリュープラスと合併し、商号を「株式会社VPC」に変更。

## 事業内容
- 音楽・映像ソフトの商品や宣伝販促物等のデザイン・印刷関連
- WEBサイトのデザイン・制作・保守運用
- アーティストグッズ・キャラクターグッズ・テーマパークグッズ等のデザイン・制作
- 映画プロモーション（WEBパブリシティ・SNS運用)
- 各種イベントの企画制作・運営・物販
- ECサイト運営・運営代行
- コンタクトセンター（サポート窓口・ヘルプデスク）
- 事務局業務（各種キャンペーン企画・運営）
- アニメ・ライブなど映像作品の品質チェック・校閲・検証
- アーカイヴ（倉庫整理・デジタイズ・スキャン・メタデータ作成）

## 製品・サービス
- PIICA - ICカードリーダー機にかざすと光るカード
- NOLETS - エンタメ特化型モバイルオーダーサービス
- Boommy - SNS拡散支援ツール
- ValueMall - レンタルECカート

## 事業所
本社
- 〒105-0001 東京都港区虎ノ門3丁目7番7号 虎ノ門八束ビル8F

飯田橋オフィス
- 〒102-0071 東京都千代田区富士見2丁目11番3号